# 熊奎

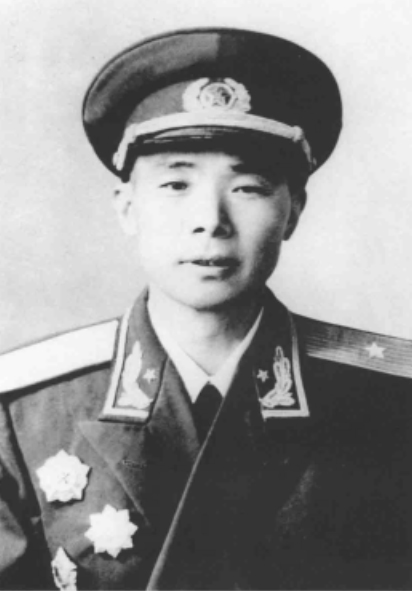
熊奎

熊奎（1912年12月—1994年3月），原名熊招来，福建永定人，中国人民解放军将领、中国人民解放军开国少将。
曾任中国人民解放军西康军区副司令员。1955年，授予中国人民解放军少将。后担任云南省军区副司令员。